# D Creation
D Creation ist eine finnische Melodic-Death-Metal-Band aus Nurmijärvi, die 1999 unter dem Namen Alfthar gegründet wurde. Die Gruppe war vor der Umbenennung in D Creation unter den Namen Dusk, Arcanum und Dawn Creation aktiv.

## Geschichte
Die Gruppe wurde im Mai 1999 als Schulband unter dem Namen Alfthar gegründet und bestand aus dem Sänger Taavi Forssell, den Gitarristen Esa Rauhala und Heikki Aronen, dem Bassisten Antti Vaha, dem Keyboarder Mika Kurvinen und dem Schlagzeuger Marco Lauriola. Nachdem das Demo Dark Northern Land aufgenommen worden war, verließen Vaha und Kurvinen die Besetzung. Als Ersatz stießen der Keyboarder Tuukka Jääskeläinen und der Bassist Juha Kettunen dazu, ehe Rauhala die Band verließ. Daraufhin übernahm Forssell im Dezember 1999 zusätzlich die E-Gitarre, woraufhin sich die Gruppe in Dusk umbenannte. 2001 wurden weitere Demoaufnahmen angefertigt, jedoch war die Band mit diesen unzufrieden, weshalb man sich gegen die Veröffentlichung entschied. 2003 erfolgte die nächste Umbenennung in Arcanum, woraufhin das Demo Children of the Night in den Rockstar Studios in Hyvinkää aufgenommen wurde. Nachdem Aronen und Jääskeläinen die Band verlassen hatten, wurde passender Ersatz in dem Gitarristen Jan Jokinen und der Keyboarderin Heidi Hakoinen gefunden. Es erfolgte eine weitere Umbenennung in Dawn Creation sowie 2004 ein Demo unter dem Namen System Overload. 2006 kam es zur bislang letzten Umbenennung in D Creation. Im Frühling 2009 erschien das Debütalbum Silent Echoes. Im selben Jahr war die Band unter anderem live auf dem Nummirock in Kauhajoki und zusammen mit Soulfly in Tampere zu sehen. 2010 nahm sie am MetalOrgy in Helsinki teil. 2014 erschien das nächste Album unter dem Namen Moderate Album.

## Stil
Die Band wird auf metalstorm.net und Rate Your Music dem Melodic Death Metal zugeordnet.

## Diskografie
als Alfthar
- 1999: Dark Northern Land (Demo, Eigenveröffentlichung)

als Arcanum
- 2003: Children of the Night (Demo, Eigenveröffentlichung)

als Dawn Creation
- 2004: System Overload (Demo, Eigenveröffentlichung)

als D Creation
- 2007: Pace Helvetia (EP, Eigenveröffentlichung)
- 2009: Silent Echoes (Album, Playground Music Scandinavia)
- 2013: 013 (Single, Eigenveröffentlichung)
- 2014: Moderate Album (Album, Playground Music Scandinavia)